# موجارة رمادية
موجارة رمادية (الاسم العلمي:Gerres cinereus) (بالإنجليزية: Yellow fin mojarra)‏ هي نوع من الأسماك تتبع جنس الموجارة من فصيلة الموجارات.